# Estrategia Nacional sobre Bosques y Cambio Climático
La Estrategia Nacional sobre Bosques y Cambio Climático (ENBCC) es un instrumento de alcance nacional que busca asegurar la conservación de los bosques a través de una gestión integral e inteligente del paisaje (el bosque y su entorno), aprobado mediante el Decreto Supremo N° 007-2016-MINAM en la fecha 21 de julio de 2016 en la ciudad de Lima. Esta estrategia se basa en un enfoque de “gestión de paisajes forestales sostenibles ", para orientar las acciones necesarias para la disminución de la deforestación y, por tanto, a sus emisiones asociadas, que busca  en un contexto de mitigación y adaptación al cambio climático, que incremente la productividad, la generación de riqueza y proporcione bienestar para todos.

## Ámbito de la ENBCC
El ámbito de la ENBCC es nacional e involucra a los bosques amazónicos, bosques andinos y los bosques estacionalmente secos de la costa. Dentro del paisaje forestal, la ENBCC abarca los bosques y las actividades agrícolas que ocurren en sus márgenes y que impulsan la conversión de los bosques a otros usos del suelo (sector USCUSS, en el contexto de la Convención Marco de las Naciones Unidas sobre el Cambio Climático - CMNUCC). Este documento provee un marco de planificación estratégica a largo plazo (2030) que permitirá convertir las ideas expresadas en una realidad para las personas, la sociedad y los ecosistemas. Enfocado a reducir los riesgos y la vulnerabilidad, así como a aumentar la capacidad de adaptación e Implementar la Ley N° 30754, Ley Marco sobre Cambio Climático y su Reglamento. En este contexto, la ENBCC es una guía que permite a cada actor público diseñar o mejorar sus instrumentos de planificación estratégica de acuerdo a lo dispuesto en la Directiva N.º 01-2014-CEPLAN.

## Alcance de la ENBCC
La estrategia es un frente a la creciente amenaza que representa el cambio climático, por ello, se plantea dos respuestas claves, la mitigación y la adaptación, la primera se ocupa de las causas del cambio climático y la segunda aborda sus impactos, para ayudar a reducir la presión sobre los bosques que generan interferencias en el cambio climático, ocasionadas por las actividades del ser humano.